# Etika
Desmond Daniel Amofah (født 12. maj 1990, død 19. juni 2019), bedre kendt som Etika, var en amerikansk YouTuber og livestreamer. Han var kendt for hans reaktions-videoer til forskellige Nintendo produkter og spil. Amofah streamede på Twitch og YouTube, og havde over 800.000 følgere på YouTube inden hans kanal blev slettet, grundet overtrædelser af YouTube's politik.
Efter flere måneder psykiske problemer, forsvandt Amofah aftenen til d. 19. juni 2019, efter han udgav sin sidste video med titlen "I'm sorry" på YouTube. Amofah blev fundet i East River den 24. juni af New York City Police Department. Siden hen blev det bekræftet at dødsårsagen skyldtes drukning, og yderligere efterforskning konkluderede at Amofah begik selvmord.

## Tidligere liv
Desmond Daniel Amofah blev født i bydelen Brooklyn, og var søn til Sabrina Amofah og en ghanesisk politiker og advokat Owuraku Amofah. Hans var i familie med Nana Akufo-Addo, af den prominente ghanesisk Ofori-Atta familie, blev præsident af Ghana i januar 2017.